# Woptime
Woptime est un groupe italien de punk hardcore, originaire de Turin, actif entre 1999 et 2006.

## Histoire
Woptime est formé en 1999 à l'initiative de Saverio et Paolo, qui avaient déjà joué dans le groupe turinois de street punk Fuori Controllo. La même année, ils produisent une démo enregistrée en direct lors de leur première prestation au centre social El Paso de Turin. En 2000, ils sortent leur premier album Inferno sulla Terra, produit par Bad Attitude Records. En 2001, leur deuxième album intitulé Inferno sulla Terra est produit. En 2002, ils enregistrent, toujours à El Paso, leur premier concert officiel coproduit par plusieurs labels, contenant également une reprise du morceau Torino è la mia città du groupe Rough (de Turin), déjà enregistrée sur leur deuxième album.
En 2004, ils enregistrent leur dernière œuvre studio intitulée Mi vida loca, distribuée dans toute l'Europe ainsi qu'au Canada, en Australie et au Japon. Une tournée en Europe de l'Est est organisée pour promouvoir cette nouvelle œuvre. Enfin, en 2006, le deuxième album live officiel intitulé Night of the Speed Demons est enregistré lors d'un concert avec deux autres groupes historiques de la scène italienne : Cripple Bastards et Skruigners.
Le groupe se sépare en 2006. Des cendres de Woptime et Sickhead naît Concrete Block. Mi vida loca sort en format vinyle en 2021.

## Discographie

### Albums studio
- 2000 : Inferno sulla Terra
- 2001 : Il giorno del giudizio[5]
- 2004 : Mi vida loca

### Albums live
- 2002 : Live at El Paso
- 2006 : Night of the Speed Demons (avec Skruigners et Cripple Bastards)

### Démo
- 1999 : El Paso Live Demo